# Gaber (cognome)
Gaber è un cognome di lingua slovena.

## Varianti
Gaberscik.

## Origine e diffusione
Cognome tipicamente sloveno, in Italia è presente prevalentemente in Friuli-Venezia Giulia.
Potrebbe derivare dal termine gaber, "carpino", ed essere quindi affine al cognome Carpi.
La variante Gaberscik compare nel medesimo areale.

## Persone
- Giorgio Gaber, cantautore italiano (vero nome Giorgio Gaberscik)